# Herizen Guardiola
Herizen Fawn Guardiola (North Miami Beach, 25 juli 1996) is een Amerikaans actrice en zangeres.

## Carrière
Herizen Guardiola is van Jamaicaanse en Cubaanse afkomst. Ze maakte in 2015 haar filmdebuut met het romantisch drama Runaway Island. In april 2015 werd ze gecast als hoofdrolspeelster in de Netflix-serie The Get Down.

## Filmografie

### Film
- Runaway Island (2015)
- The Lost Husband (2020)

### Televisie
- The Get Down (2016–2017)
- Dare Me (2019–2020)
- American Gods (2020)